# Tachyeres
Tachyeres là một chi chim trong họ Vịt.
Tất cả bốn loài đều hiện diện ở chóp phía nam của Nam Mỹ ở Chile và Argentina, và tất cả ngoại trừ vịt bay hơi đều không bay được; thậm chí loài này có khả năng bay hiếm khi bay lên không trung. Chúng có thể hung dữ và có khả năng đuổi theo những kẻ săn mồi chim petrel. Những trận chiến đẫm máu của những con vịt hấp với nhau vì tranh chấp lãnh thổ được quan sát trong tự nhiên. Chúng thậm chí giết cả những loài chim nước có kích thước gấp vài lần chúng.